# Kalliosaarenluoto
Kalliosaarenluoto (schwedisch Bergholmenskobben, deutsch Felseninselklippe) ist eine unbewohnte Schäre in der Ostsee vor der finnischen Hauptstadt Helsinki.

## Geographie und Geologie
Die Granitinsel liegt im Finnischen Meerbusen, knapp 600 Meter südöstlich der Halbinsel Vuosaarenselkä sowie 300 Meter südsüdwestlich von Kalliosaari im Osten der finnischen Hauptstadt. Zwischen Vuosaarenselkä und Kalliosaarenluoto liegt die kleine Insel Prinsessa. Kalliosaarenluoto misst etwa 60 Meter in Ost-West-Ausdehnung und 70 Meter in Nord-Süd-Richtung und hat eine Fläche von rund 3000 Quadratmetern. Kalliosaarenluoto besteht wie alle Schären an der finnischen Südküste aus Felsgestein, die Küste hat sich in der letzten Eiszeit gebildet.

## Flora und Fauna
Die Insel ist mit Flechten, Moosen und Gras bedeckt und mit einer kleineren Kiefer sowie mehreren Sträuchern bewachsen. Aufgrund des Vorkommens von Fluss-Seeschwalbe, Eiderente, Reiherente, Schellente, Steinwälzer, Austernfischer, Rotschenkel und Pfeifente ist die Insel seit 2002 geschützt.
Zeitweise sind auf der Insel auch Nonnengänse (finnisch Valkoposkihanhi) anzutreffen.
Zwischen dem 1. April und 15. August sind sowohl das Betreten der Insel als auch eine Annäherung auf weniger als 25 Meter und das Angeln in der Nähe verboten.

## Verwaltung
Die Insel gehört zum Teilgebiet Kallahti des Helsinkischen Stadtbezirks Vuosaari und steht im Eigentum der Uudenmaan virkistysalueyhdistys ry (deutsch etwa „Vereinigte Erholungsgebiete Uusimaa“).
Eine weitere finnische Insel mit diesem Namen liegt in der Gemeinde Padasjoki in der Landschaft Päijät-Häme in Südfinnland nahe Lahti.